# Nyctemera secundaria
Nyctemera secundaria är en fjärilsart som beskrevs av Swinhoe 1903. Nyctemera secundaria ingår i släktet Nyctemera och familjen björnspinnare. Inga underarter finns listade i Catalogue of Life.